# La Roda (Albacete)
La Roda es un municipio y localidad española de la provincia de Albacete, en la comunidad autónoma de Castilla-La Mancha. Está situado junto a la autovía A-31 y cuenta con una población de 15 610 habitantes (INE 2024). La localidad es famosa por sus miguelitos. Pertenece a la comarca de La Mancha de Albacete.

## Toponimia
Se consideran dos alternativas para el origen del topónimo. Por un lado, podría derivar del árabe رتبة (rutba) «lugar de cobro de impuestos para el ganado». Por otro, podría igualmente derivar del árabe ربط (rubṭ) «jinetes de vigilancia», que dio robda en castellano.

## Geografía
Está situada al norte de la provincia de Albacete, en un punto estratégico en la comunicación entre el centro de España y el Levante español, a través de la A-31 y la N-301. Se encuentra a 40 kilómetros de la capital albaceteña. El municipio incluye la actual pedanía de Santa Marta y el antiguo Señorío de la Villa del Cerro. 
Su extenso término municipal tiene un relieve llano, característico de la comarca a la que pertenece, La Mancha Alta albaceteña. Se alza a 716 metros sobre el nivel del mar, alcanzando el extremo suroeste del término municipal alturas más elevadas (más de 850 metros), ya en las cercanías del Campo del Montiel.  
| Noroeste: Casas de Haro      | Norte: Pozoamargo, Casas de Benítez | Noreste: Fuensanta            |
| Oeste: Villarrobledo, Minaya |                                     | Este: Tarazona de La Mancha   |
| Suroeste: Lezuza, Munera     | Sur: Barrax, Albacete               | Sureste: Montalvos, La Gineta |

## Historia

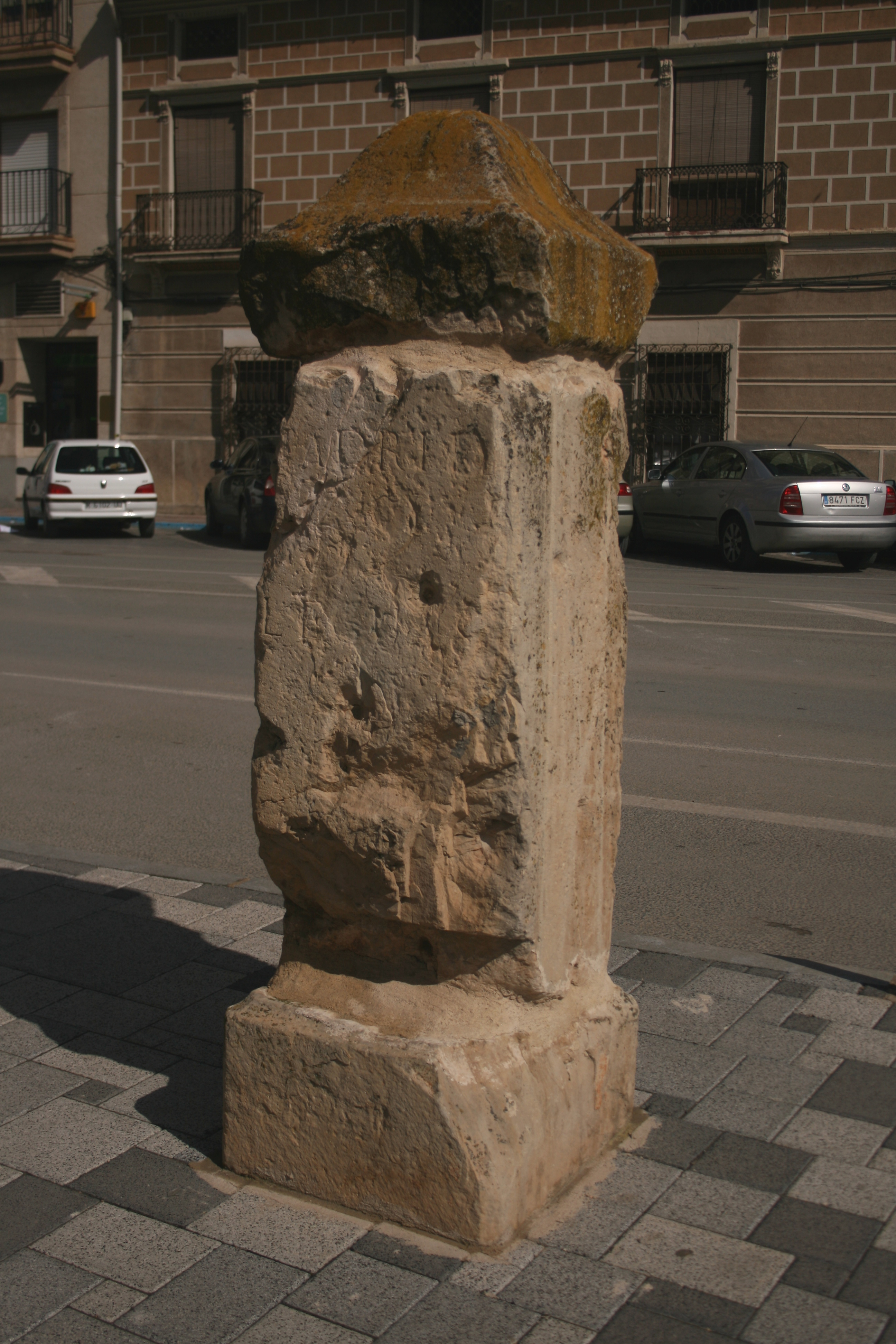
Miliario romano

Aunque no se ha podido determinar con precisión desde cuándo están habitadas las tierras que actualmente constituyen el término municipal de La Roda, debido a que históricamente ha sido un lugar de paso, dentro del mismo se han hallado restos celtíberos y de la época romana.
La localidad quedó bajo la protección del infante Saúl García Nesta cuando en 1305 el rey Fernando IV le otorgó las tierras que componían el Señorío de Alarcón. Los límites jurisdiccionales del municipio fueron otorgados por don Juan Manuel en 1310. Posteriormente, formó parte del marquesado de Villena hasta su segregación por propia iniciativa en 1476, cuando pasó a la Corona de los Reyes Católicos. 
Durante el Renacimiento se produjo un importante desarrollo económico, como puede comprobarse en el arte y en diversos edificios de la localidad.

## Geografía humana

### Demografía
Cuenta con una población de 15 610 habitantes (INE 2024).
| Gráfica de evolución demográfica de La Roda entre 1842 y 2021                                                         |
| |
| Población de derecho según los censos de población del INE. Población de hecho según los censos de población del INE. |

| 1900 | 1910 | 1920 | 1930   | 1940   | 1950   | 1960   | 1970   | 1981   | 1991   | 1996   | 2001   | 2005   | 2010   | 2015   | 2016   | 2020   |
| ---- | ---- | ---- | ------ | ------ | ------ | ------ | ------ | ------ | ------ | ------ | ------ | ------ | ------ | ------ | ------ | ------ |
| 7066 | 7938 | 9185 | 10 487 | 11 602 | 12 274 | 12 190 | 11 663 | 12 287 | 12 938 | 13 523 | 13 793 | 14 881 | 16 300 | 15 868 | 15 748 | 15 527 |

### Economía
Localidad de tradición agrícola, en los últimos años La Roda centra su actividad económica en el sector industrial y de servicios.
La industria química tiene un papel destacado,  al localizarse distintas fábricas dedicadas a la elaboración de pinturas. Su presencia se explica por la existencia en el término municipal de yacimientos de “tierra blanca”, materia prima que se emplea en las fabricaciones de temples y otros tipos de revestimientos.
La industria alimentaria está representada por empresas que elaboran productos típicos de La Mancha como vinos y quesos. La Roda es además la única localidad que posee industrias fabricantes de la torta cenceña, ingrediente base de los gazpachos manchegos.
El sector transportista ha experimentado un notable desarrollo debido a la situación geográfica del municipio y a las numerosas vías de comunicación que lo atraviesan.
La Roda es, por otro lado, un importante centro comercial al que acuden vecinos de localidades cercanas.

### Comunicaciones
La Roda es uno de los nudos de conexiones terrestres del sureste de la red nacional de carreteras, punto de enlace entre la autopista de peaje AP-36 (La Roda-Ocaña) y la A-31 (autovía de Alicante). El municipio es atravesado también por la carretera nacional N-301 (Ocaña-Cartagena). 
La red ferroviaria cuenta en La Roda con paradas para las líneas Madrid-Albacete-Murcia-Cartagena, Alcázar de San Juan-Valencia y la de Ciudad Real-Alicante.

## Patrimonio

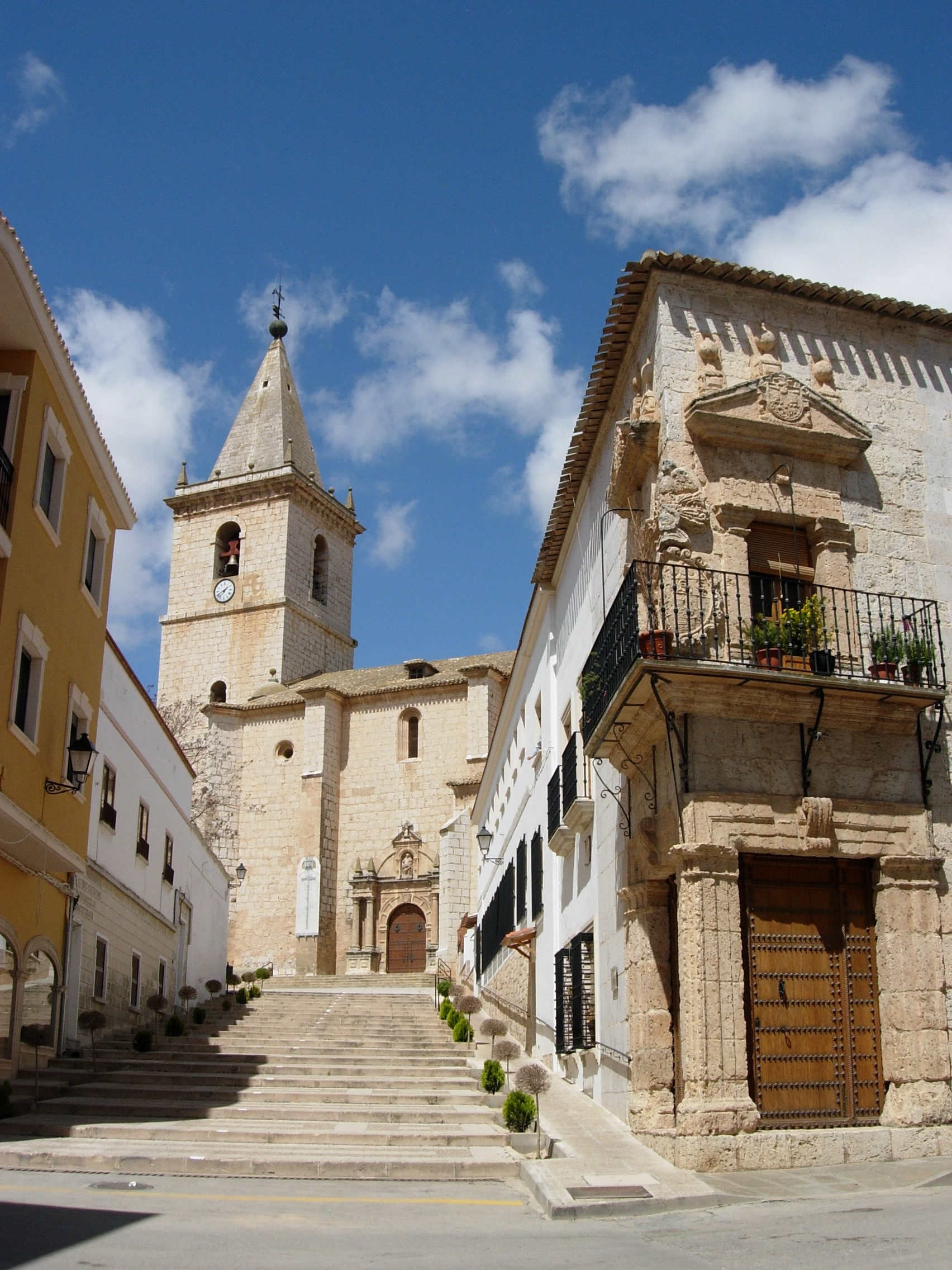
Vista de la calle Pedro Carrasco, con la esquina de Alcañabate en primer plano y la iglesia de El Salvador al fondo

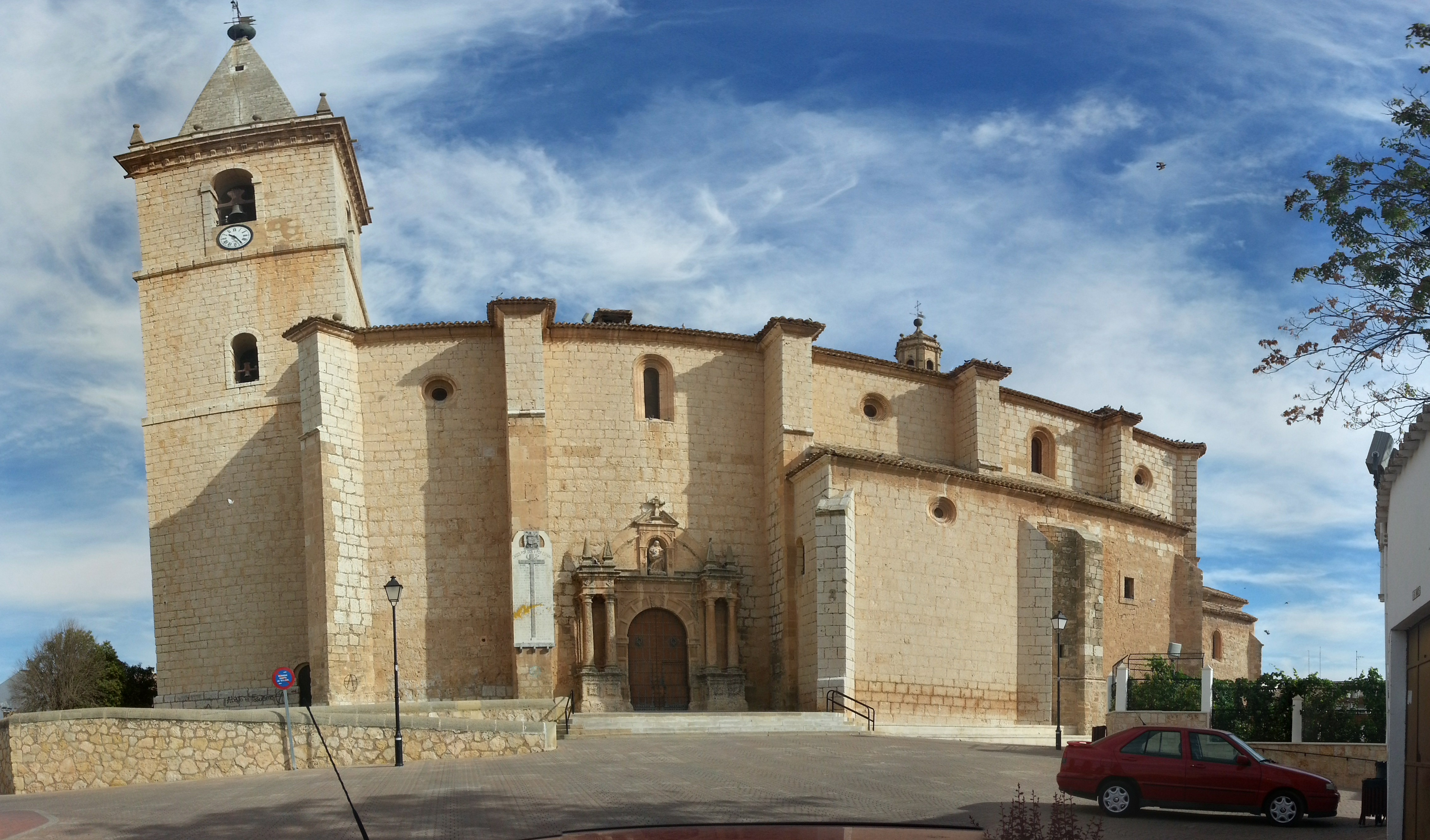
Panorámica de la iglesia de El Salvador

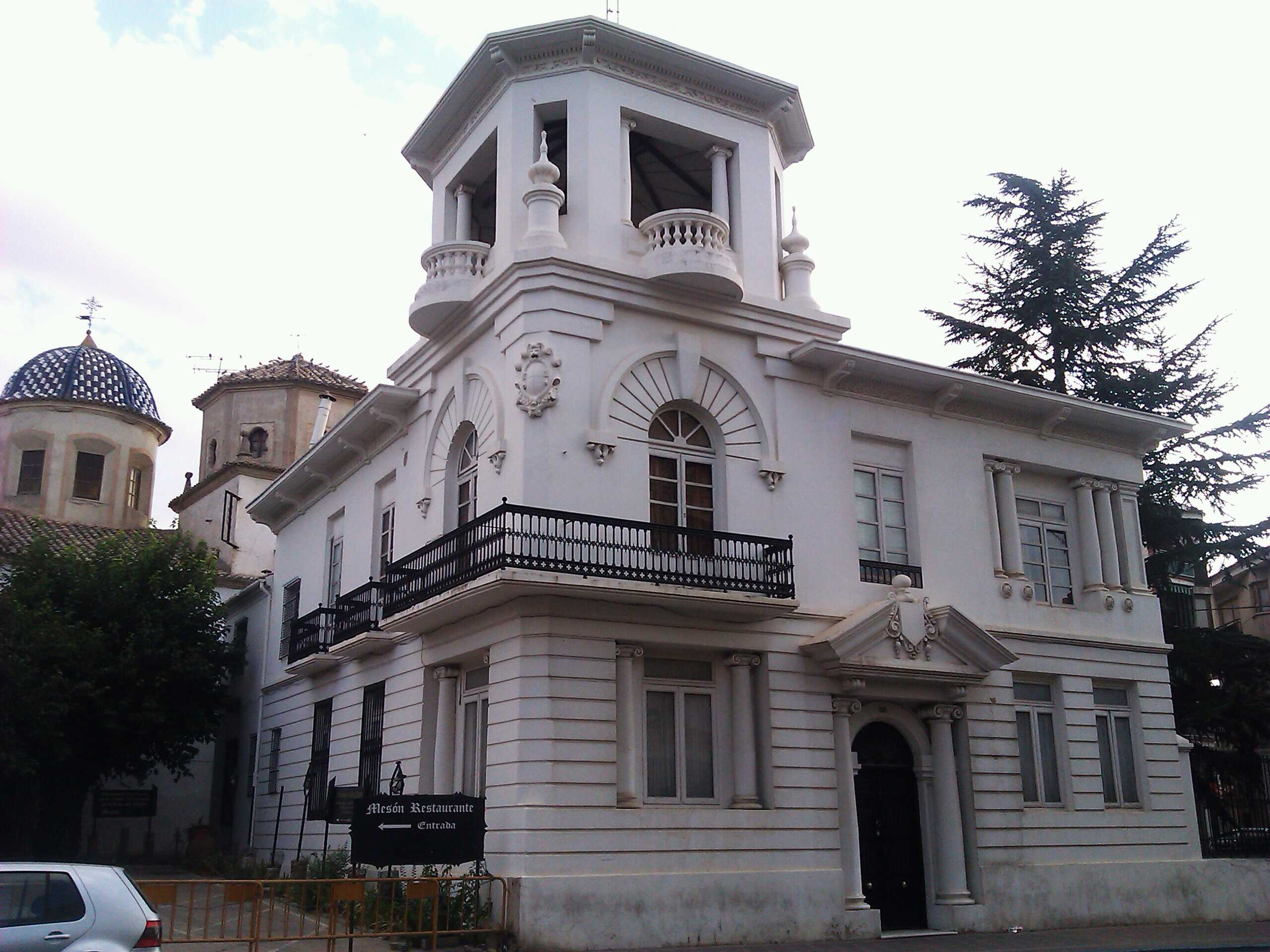
Palacio de la Condesa de Villaleal

El casco antiguo de La Roda fue declarado conjunto histórico-artístico el 17 de mayo de 1973. La localidad conserva en su parte antigua, dentro de un marco ambiental de calles y plazas de acusado tipismo y casas blasonadas, una destacada riqueza histórica y artística.
Destacan en este conjunto la Iglesia parroquial de El Salvador, de estilo renacimiento español, edificada sobre restos de estilo gótico; el llamado lienzo de Doña Ana, uno de los monumentos de mayor abolengo arquitectónico, de estilo plateresco próximo al alto renacimiento; la casa del Inquisidor, la del General Latorre, la casa llamada de Alcañabate, construcción del siglo XVII, de finales del alto renacimiento, que a su valor arquitectónico une el histórico y sentimental de haber pernoctado en ella Santa Teresa de Jesús; la del Doctor La Encina, auténtico palacio con hermosa portada y escudo, y la de la condesa de Villaleal, cuyo estilo corresponde a la segunda mitad del siglo XVI, con hermosas rejas y balconajes.
Abundan asimismo en este conjunto los escudos heráldicos, las portadas de los siglos XVI y XVII, los arcos góticos y las rejas artísticamente labradas.

## Camino de Santiago de Levante
Es uno de los Caminos de Santiago que atraviesa la provincia de Albacete. Es el denominado Camino de Santiago de Levante. Este camino une la ciudad de Valencia con la de Zamora, donde se une con la Ruta Jacobea de la Plata, y recorre la provincia de Albacete desde Almansa hasta Minaya, pasando también por los términos municipales de Higueruela, Hoya-Gonzalo, Chinchilla de Monte-Aragón, Albacete, La Gineta y La Roda.

## Medios de comunicación
Son varios los medios de comunicación que operan en el municipio. Teleroda es un canal de televisión local por cable, mientras que como emisoras de radio tienen servicio en el municipio Radio La Roda.

## Gastronomía

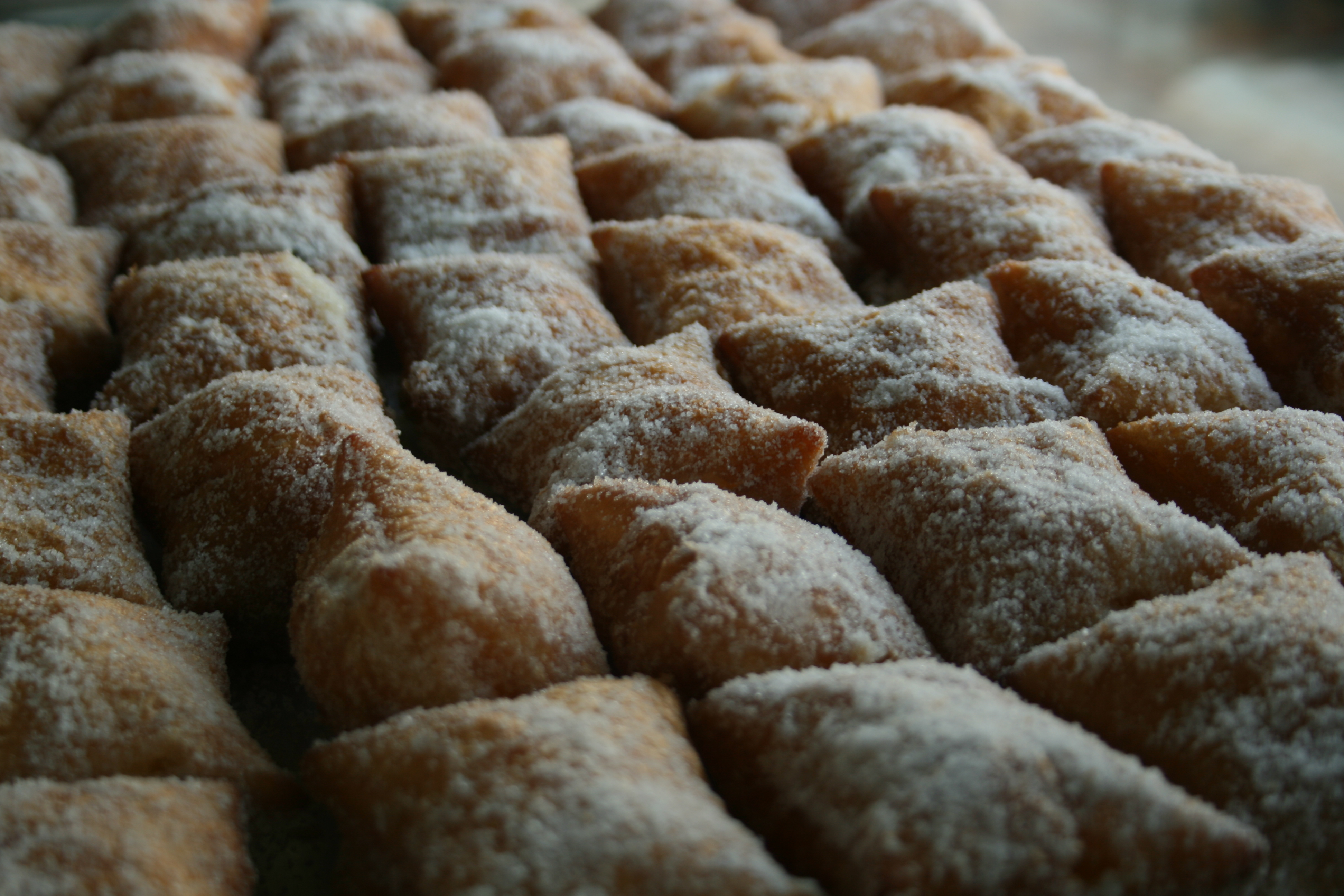
Detalle de los "Miguelitos" (denominados centenarios).

Dentro de la gastronomía rodense, es de destacar su repostería, dentro de la cual sobresalen los denominados miguelitos, dulces hechos a base de hojaldre y crema. Más recientemente han aparecido los miguelitos de chocolate, aunque su popularidad es mucho menor.

La carne de caza está presente en platos como los gazpachos manchegos, el caldo moreno y las judías con perdiz. Otras comidas de consistencia son el atascaburras, que tradicionalmente se toma en los días de nieve, y las migas ruleras, que suelen ir acompañadas por productos como uvas, chorizo o tocino frito. 

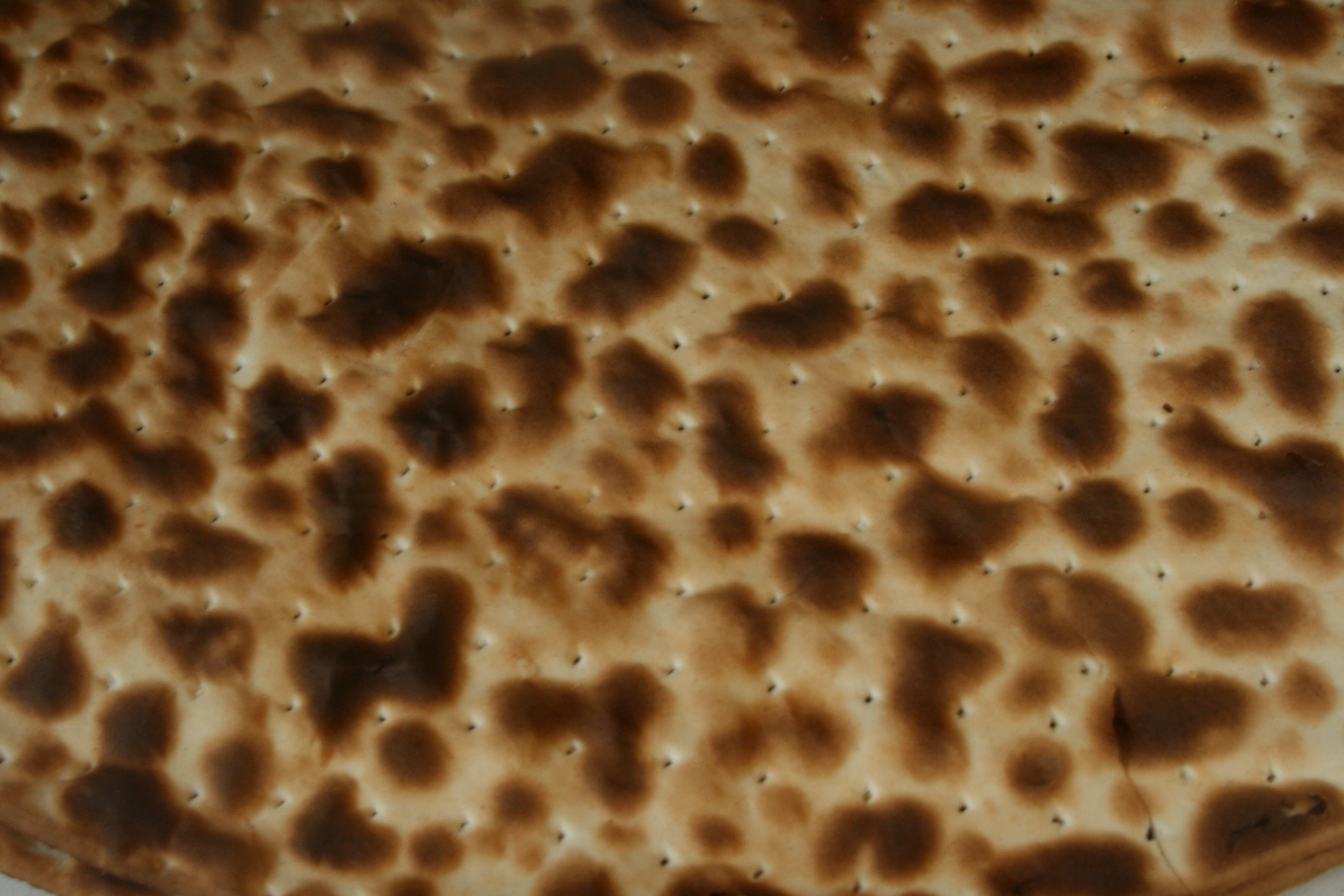
Detalle de la torta cenceña típica de Albacete.

Se mantiene la costumbre de la matanza del cerdo, obteniéndose embutidos como chorizos, morcillas y lomo de orza. Platos típicos que se suelen tomar cuando tiene lugar la matanza son las gachas de almortas o el ajomataero y, de postre, las dulces migas de niño.
Platos más ligeros son el pisto manchego o el moje de pimientos, elaborados a base de pimiento y tomate. Por último, son de destacar igualmente el cordero, los quesos y los vinos con Denominación de Origen La Mancha.

## Fiestas y eventos
- Romería de la Virgen de los Remedios. Tiene lugar a mediados de mayo. La imagen de la virgen es transportada a hombros desde su santuario, situado en la cercana localidad de Fuensanta, hasta la iglesia de El Salvador. En ella se ofician diversos actos religiosos y permanece durante veintiún días para ser devuelta al santuario en una nueva romería a principios de junio.

- Fiestas de El Salvador. Se celebran durante nueve días a principios de agosto. Son las fiestas mayores de la ciudad y en ella tienen lugar multitud de eventos como la gala literaria, la batalla floral, corridas de toros, verbenas, conciertos musicales, representaciones teatrales, festivales folclóricos, competiciones deportivas y otros festejos. Destaca el poder asociativo en fiestas, ya que, durante los últimos años, la creación y participación de las peñas ha aumentado hasta llegar a la cantidad de 78 peñas en 2010.

- Carnavales, declarados de Interés Turístico Regional.

- Semana Santa, declarada de Interés Turístico Regional.

- Otras festividades: San Antón, San Isidro y otros actos celebrados en los diferentes barrios en honor a sus patrones.[5]

- Festival de los Sentidos. Festival gastronómico y musical que se celebra desde 2008 durante el segundo fin de semana de junio. En sus últimas ediciones ha reunido a más de 10 000 personas.

## Personalidades

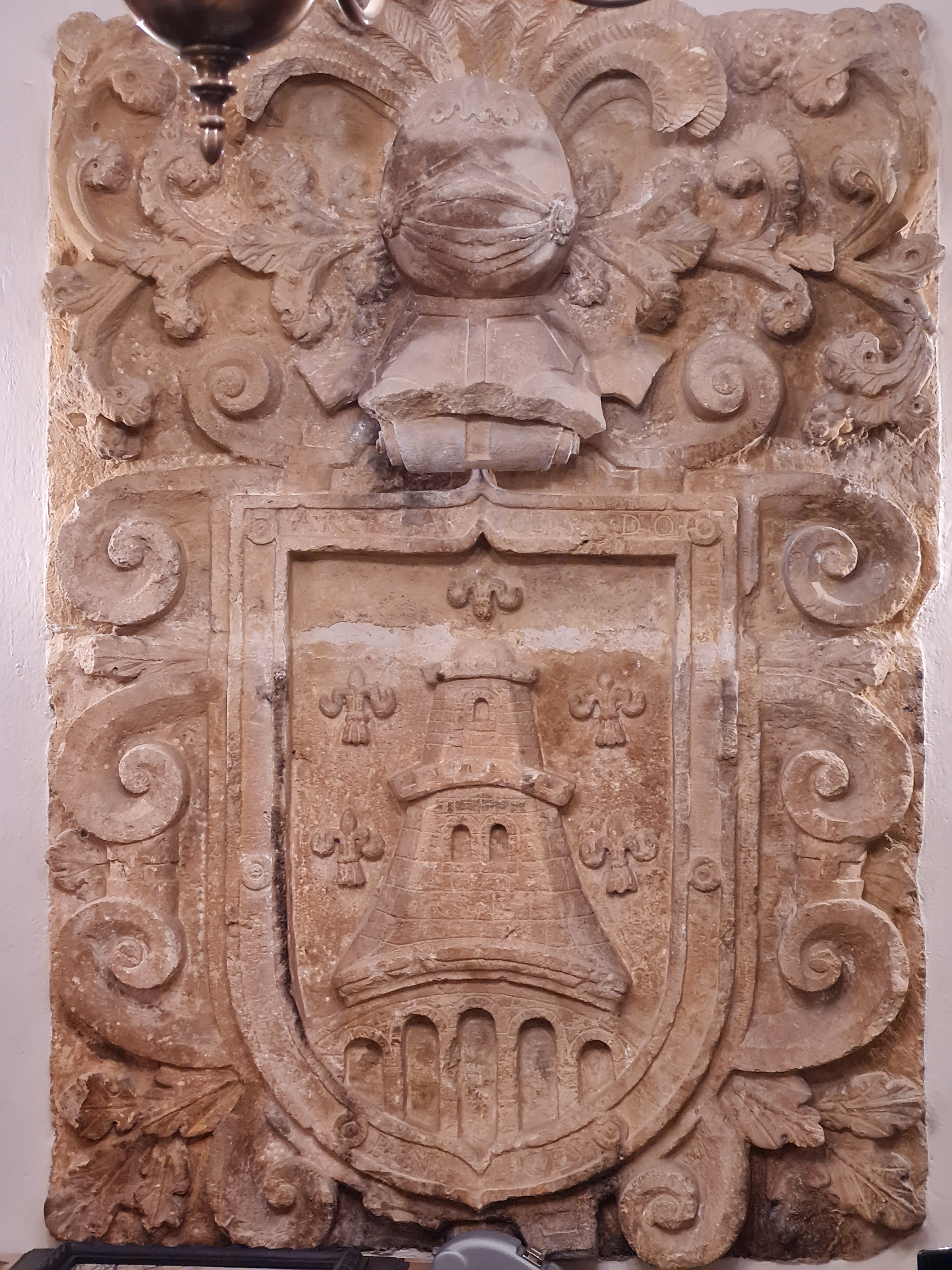
Escudos heráldicos Escudo de los Arce